# One World Center
Das One World Center (OWC) ist eine Non-Profit-Organisation mit Sitz in Williamstown (Massachusetts), Vereinigten Staaten. Arbeitsschwerpunkt der Organisation ist die Vorbereitung und Entsendung von Freiwilligen in Projekte in Brasilien und Afrika. 
Die Organisation beabsichtigt, Menschen zu inspirieren und zu befähigen, Initiative gegen die weltweite Armut zu ergreifen. Es soll sozialen Wandel und eine nachhaltige Zukunft ermöglichen.

## Geschichte
Seit ihrer Gründung im Jahr 1986 kooperiert die Organisation mit der Humana People to People Bewegung. Über 2.000 Personen wurden seitdem von der Organisation auf die Arbeit in Entwicklungsländern vorbereitet und haben als Freiwillige, sogenannte „Development Instructors“ in den Partnerprojekten gearbeitet.